# Zhuangbu (sockenhuvudort i Kina, Jiangxi Sheng, lat 25,70, long 115,59)
Zhuangbu är en sockenhuvudort i Kina. Den ligger i provinsen Jiangxi, i den sydöstra delen av landet, omkring 330 kilometer söder om provinshuvudstaden Nanchang. Antalet invånare är 8 523. Befolkningen består av 4 389 kvinnor och 4 134 män. Barn under 15 år utgör 34 %, vuxna 15-64 år 56 %, och äldre över 65 år 8,0 %.
Runt Zhuangbu är det ganska tätbefolkat, med 155 invånare per kvadratkilometer. Närmaste större samhälle är Zhuangkou, 7,6 km nordost om Zhuangbu. I omgivningarna runt Zhuangbu växer i huvudsak blandskog.
Genomsnittlig årsnederbörd är 1 965 millimeter. Den regnigaste månaden är maj, med i genomsnitt 358 mm nederbörd, och den torraste är oktober, med 19 mm nederbörd.